# Flota a 3-a Americană

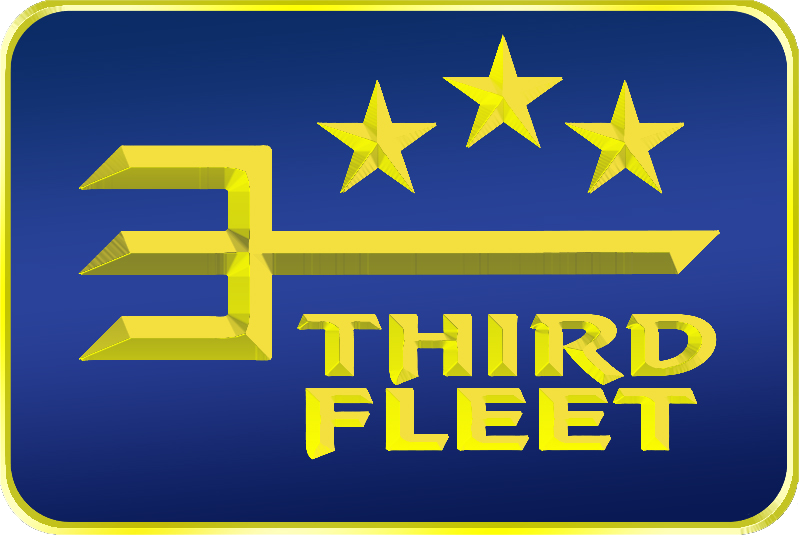
Emblema Flotei a 3-a Americane

Flota a 3-a Americană (engleză United States Third Fleet)  este una dintre cele șase flote numerotate din Marina Statele Unite ale Americii.
Zona de responsabilitate a flotei a 3-a americană include aproximativ 50 milioane mile pătrate din estul și domenii din nordul oceanului Pacific, inclusiv Marea Bering, Alaska, Insulele Aleutine și un sector din regiunea arctică.